# Uli Stein
Ulrich "Uli" Stein (Hamburgo, 23 de outubro de 1954) é um ex-futebolista alemão que jogava na posição de goleiro.

## Carreira
Stein iniciou a carreira profissional em 1976, no Arminia Bielefeld, que na época jogava as divisões inferiores do futebol alemão-ocidental. Pelos Azuis, foram 124 partidas disputadas. Seu desempenho chamou a atenção do tradicional Hamburgo, que o contratou em 1980. Jogou 209 vezes pelo HSV, onde, apesar da boa fase, eventualmente "perdia a cabeça" e se envolvia em confusões, prejudicando o time.
Entre 1987 e 1994, atuou em 224 jogos pelo Eintracht Frankfurt, deixando a equipe para defender novamente o Hamburgo durante uma temporada. Na segunda passagem pelo clube do norte alemão, o goleiro esteve presente em 19 partidas. Era um dos poucos destaques de uma equipe que amargou um 13º lugar no Campeonato Alemão de 1994/95, juntamente com os búlgaros Petar Hubchev e Yordan Lechkov (que, ironicamente, marcou o gol que eliminou a Alemanha da Copa de 1994) e do lituano Valdas Ivanauskas.
Voltou ao Arminia Bielefeld em 1995, aos 40 anos, reencontrando o atacante Thomas von Heesen, com quem atuou no Hamburgo. Mesmo com a idade avançada, o goleiro foi crucial para o acesso do Arminia para a Segunda Divisão alemã de 1996/97. Com 59 jogos na segunda passagem pelos Azuis, Stein encerrou a carreira pela primeira vez em 1997.
Porém, ele voltaria a jogar em 2000, no Pinneberg, em apenas 1 jogo. No mesmo ano, inicia uma curta carreira de treinador, no Celle, que durou até 2001. Defenderia ainda o Kickers Emden (1 jogo) e o Fichte Bielefeld (3 partidas), clube onde encerraria definitivamente a carreira de jogador, aos 49 anos.

## Seleção Alemã-Ocidental
Participou da Copa de 1986 pela seleção da Alemanha Ocidental, como terceiro goleiro. Por ela disputou ainda 6 partidas.
Depois de deixar os gramados, foi treinador de goleiros da Nigéria quando esta era comandada por Berti Vogts, e entre 2009 e 2014, trabalhou na Seleção do Azerbaijão.